# Stade de Marchan
Stade de Marchan – wielofunkcyjny stadion w Tangerze, w Maroku. Może pomieścić 14 000 widzów. Do czasu otwarcia w 2011 roku nowego Stade de Tanger swoje spotkania rozgrywali na nim piłkarze klubu Ittihad Tanger.